# Равна Романија
Равна Романија је насељено мјесто у општини Соколац, Република Српска, БиХ. Према најновијем попису становништва из 2013. године, у насељу живи 260 становника.

## Географија
Насељено мјесто Равна Романија се налази на надморској висини од преко 1200 метара. Клима је планинска, што подразумјева дуге и хладне зиме са пуно снијега, и кратка и пријатна љета. У пространој зимзеленој шуми која окружује Равну Романију преовлађујуће је дрво оморике и бијелог бора. Листопадно дрвеће је ријетко, доминира дрво букве, и то дубље у шуми. Просјечна температура је 7 °C. Најтоплији месец је јул, са 18 °C, а најхладнији јануар, -6 °C. Просјечне падавине 1.748 милиметара годишње, при чему је фебруар мјесец са највише падавина, 211 милиметара, а мјесец са најмање падавина је август, са 76 мм кише.

## Култура
На Равној Романији се налази манастир Соколица.
У оквиру Равне Романије се налазе и Црвене стијене — према селу Мокро. На Црвеним стјенама се налази велика застава Републике Српске. До неких 300 метара од првог видиковца на црвеним стијенама води асфалтни пут. Равна Романија припада парохији у Мокром, Српске православне цркве чије је седиште Црква Успења Пресвете Богородице у Мокром. 2014. године су започели радови на уређењу земљишта за етно село на Равној Романији. .

## Образовање
На Равној Романији постоји подручна основна школа, гдје се школују дјеца до петог разреда основне школе (деветогодишњи систем школовања у основној школи).

## Становништво
Током ратних дејстава (1992-1995) године у БиХ, приличан број расељених лица се настанио на Равној Романији. Дио расељених се након рата одселио у друге крајеве Републике Српске и у иностранство, док је дио остао трајно насељен на Равној Романији. Број становника је 260, према резултатима тренутног пописа из 2013. године, а етничка структура је: Срби 100%. На попису 1991. године број становника је био 115, а по структури Срби 111 или 96,52%, Муслимани 3 или 2,61% и Југословени 1 или 0,87%.
| Демографија | Демографија | Демографија |
| Година      | Становника  | Становника  |
| ----------- | ----------- | ----------- |
| 1971.       | 175         |             |
| 1981.       | 120         |             |
| 1991.       | 115         |             |
| 2013.       | 260         |             |